# Danio rerio
Poisson-zèbre, Petit danio
Espèce
Statut de conservation UICN

 LC  : Préoccupation mineure
Danio rerio, le Poisson-zèbre ou Petit danio, est une espèce de poissons de la famille des Cyprinidae qui se rencontre en Inde et dans la péninsule malaise. Il est couramment utilisé en laboratoire (où il sert d'organisme modèle) et est élevé en aquariophilie. Certaines races et variétés sont considérées comme domestiques.

## Dénominations
- Nom vulgaire (vulgarisation scientifique) recommandé ou typique en français : Poisson-zèbre[1],[2],[3] ;
- Autres noms vulgaires : Danio zèbre[4] ou Danio zebré[5], Danio rayé[5] ou encore Danio truite[6],[7] (souvent associé à D. frankei qui n'est pas une espèce valide mais un synonyme de D. rerio) ;
- Noms vernaculaires (langage courant), pouvant désigner éventuellement d'autres espèces : surnommé « Poisson pyjama »[8] ou plus simplement « Pyjama[5] » ou encore « Bagnard[5] » en raison de ses motifs rayés. Il est aussi appelé « Petit danio[9] » ou Danio[5] tout court.

## Description
L'adulte mesure de 4 à 5 cm. Le corps est orné de teintes vives, métalliques et brillantes. Cinq bandes bleu acier longitudinales ornent le corps sur toute sa longueur. Le mâle est élancé, la femelle beaucoup plus arrondie. Les rayures horizontales du mâle tirent sur le jaune ; celles de la femelle sont plutôt blanchâtres. La variante dite Golden a une livrée nettement plus claire (résulte d'une mutation du gène slc24a5). 
La bouche est plutôt petite et orientée vers le haut ; deux petits barbillons dépassent à la commissure des mâchoires, souvent invisibles car plaqués sur la peau ; il prend donc sa nourriture à la surface de l’eau.
Il existe une variante dite « léopard », à points bleus (non naturelle, encore parfois vendue dans le commerce sous l'ancien nom Brachydanio frankei.
L'étude du gène slc24a5 chez ce poisson d'aquarium a permis de découvrir l'origine de la couleur de la peau chez nombre de vertébrés.

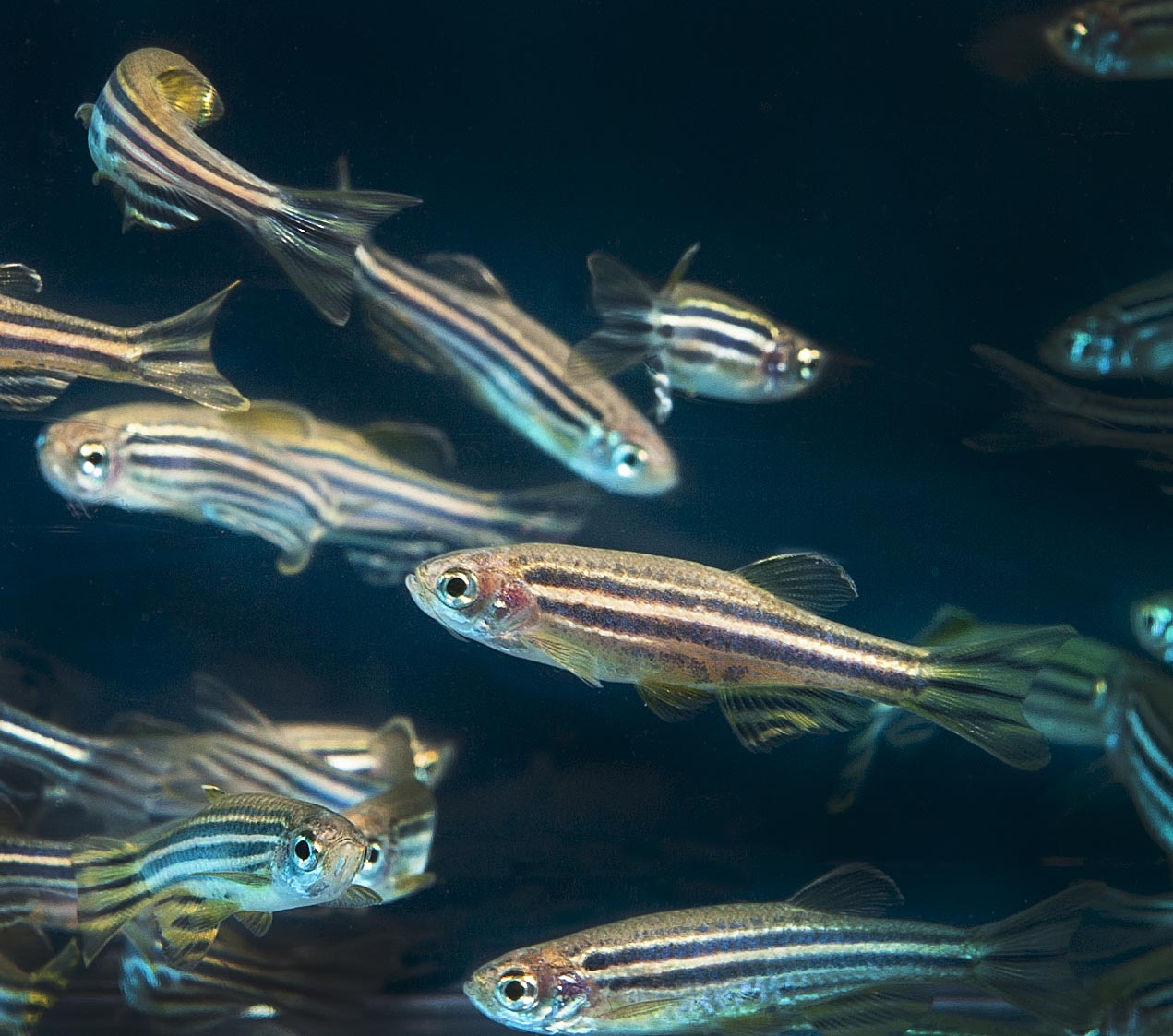
Forme sauvage.
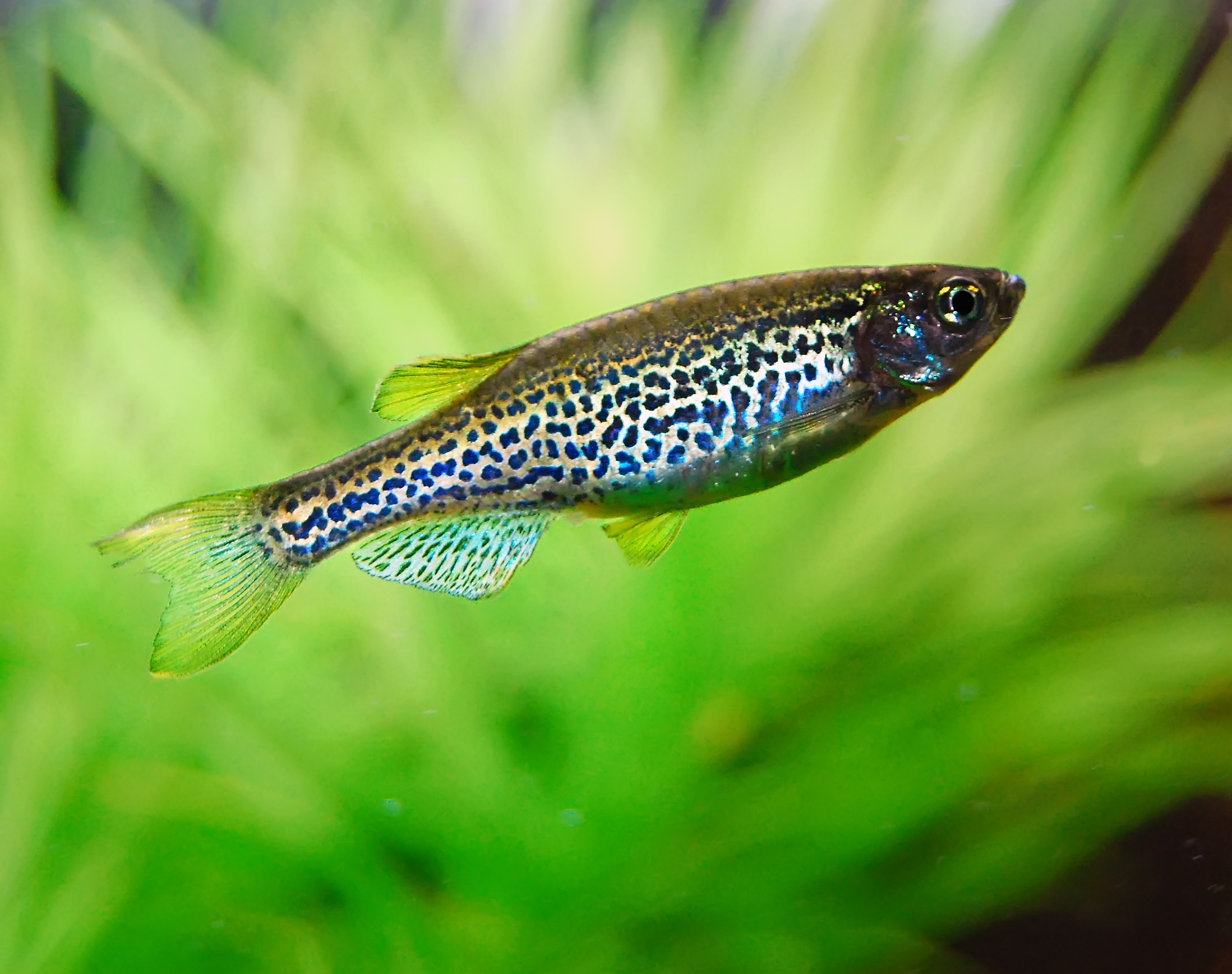
Variante léopard, à points bleus (non naturelle).
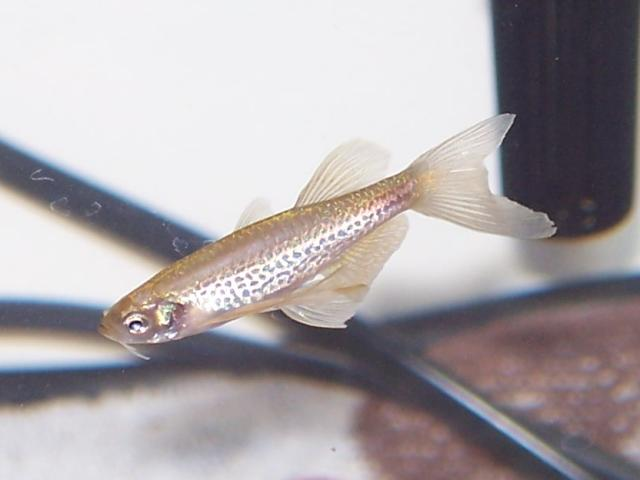
Variante léopard à nageoires longues (non naturelle).

## Habitat
Le Poisson zèbre est originaire d'Asie du Sud, et peut être trouvé en Inde, au Pakistan, au Bangladesh, au Népal et au Bhoutan. La première importation fut réalisée en 1905 par un certain P. Matte-Lankwitz. L'habitat naturel de ce poisson siège dans les rizières, les étangs, les bras morts, les eaux stagnantes et les petits cours d'eau à débit lent, peu profonds et à l'eau claire. Il y a habituellement un peu de végétation soit immergée ou pendant des rives, et le fond est sablonneux, boueux ou limoneux, souvent mélangé avec des graviers ou des galets. Dans la majorité de son habitat au Bangladesh et en Inde, l'eau a un pH presque neutre ou légèrement basique et a une température comprise entre 16,5 et 34 °C.

## Alimentation
Les poissons zèbres sont des omnivores, mangeant principalement du zooplancton, du phytoplancton, des insectes et des larves. Ils peuvent cependant manger des vers et des petits crustacés lorsque leur nourriture préférentielle n'est pas disponible.

## Comportement et reproduction dans la nature
Curieusement, bien que cette espèce ait été abondamment utilisée dans le monde de l'aquariophilie et des laboratoires de recherche (comme organisme modèle), jusque dans les années 2000 la littérature scientifique est restée très pauvre en informations sur son écologie et son comportement dans la nature.
C'est une espèce grégaire des plaines inondables du sous-continent indien, dont les individus vivent en petits bancs, d'au moins une dizaine d'individus, en eau peu profonde et à faible courant. Le Danio rerio est un poisson ovipare. La reproduction et la diffusion des œufs se fait en groupe. Les femelles semblent exigeantes en ce qui concerne le site de ponte et les mâles défendent ce territoire.

## Éthologie
Diverses études de laboratoire ont porté sur certains aspects du comportement du poisson-zèbre dont la formation de bancs, l'alimentation, la reproduction, la perception sensorielle et les capacités d'apprentissage. Une étude récente a concerné l'adéquation du poisson-zèbre en tant que modèle avec les besoins des études de cognition et d'apprentissage, de développement, d'écologie comportementale et évolutive, et de génétique du comportement
En 2015, des scientifiques ont observé chez les poissons-zèbres une capacité pour la mémoire épisodique. Les individus ont démontré une capacité à se souvenir d'un contexte d'apprentissage lié aux objets, aux moments et aux endroits (quoi, quand, où). La mémoire épisodique est une forme de mémoire explicite, typiquement associée à l'expérience consciente.
En 2020, une étude utilisant des poissons-zèbres a mis en évidence que le taux de neuropeptide pth2, impliqué dans la régulation sociale, variait selon les vibrations perçues par le poissons. Des vibrations artificielles copiant le rythme des nageoires de cette espèce provoquaient le même effet sur un individu isolé que la présence de congénères dans l'aquarium.

## Classification
Cette espèce a été décrite pour la première fois en 1822, par le naturaliste écossais Francis Buchanan-Hamilton (1762-1829).
- Nom scientifique valide : Danio rerio  (Hamilton, 1822)[17]. Le nom du genre, Danio, vient du bangla (ou bengali) Dhani (« du champ de riz ») ;

Synonymes scientifiques :
- Cyprinus rerio Hamilton, 1822
- Barilius rerio (Hamilton, 1822)
- Brachydanio rerio (Hamilton, 1822)
- Nuria rerio (Hamilton, 1822)
- Cyprinus chapalio Hamilton, 1822
- Perilampus striatus McClelland, 1839
- Danio lineatus Day, 1868
- Brachydanio frankei Meinken, 1963
- Danio frankei (Meinken, 1963)

### Élevage, maintenance en captivité
Bien que n'ayant pas une longue durée de vie, ce poisson est très apprécié des aquariophiles débutants. Très pacifique, il peut être élevé en aquarium communautaire en compagnie d'autres genres de petite taille. C'est un poisson assez robuste, qui s'acclimate très bien dans un aquarium d'ensemble, à une température de 17 à 23 °C, (optimale 20 °C). Il ne doit pas être élevé dans un aquarium d'eau chaude. Le poisson-zèbre peut supporter des températures de 5 à 30 °C mais seulement occasionnellement. Il est assez tolérant au vu de la qualité de l'eau et supporte des valeurs comprises entre 6 et 8 pour le pH et une dureté de 0 à 25 GH, mais préfère une eau douce et légèrement acide comme dans son milieu naturel.
L'aquarium doit être bien planté, avec un large espace de nage libre sur le devant (80 cm de longueur minimum), car le poisson-zèbre est sans cesse en mouvement. Le poisson-zèbre est omnivore et accepte toutes sortes de nourriture : lyophilisées, vivantes, congelées, à condition qu'elles soient adaptées à sa taille ; avec deux repas par jour ou moins.
| Origine         | Inde                    | Eau           |                   |
| Dureté de l'eau | 5 à 12 °GH              | pH            | 6 à 7             |
| Température     | 22 à 24 °C              | Volume mini.  | 100 litres        |
| Alimentation    | Omnivore                | Taille adulte | 5 cm              |
| Reproduction    | Ovipare                 | Zone occupée  | Surface et milieu |
| Sociabilité     | Vit en groupe, sociable | Difficulté    | Facile            |

#### Reproduction en aquarium
La reproduction est accessible aux aquariophiles débutants même si Danio rerio est un poisson ovipare et non ovovivipare, comme les guppys.
Elle s'effectue par exemple sur milieu artificiel, dans un bac d'une vingtaine de litres dont le fond sera garni d'un lit de billes de verre. L'eau mi-neuve, mi-usagée, profonde de 10 à 12 cm doit être de 22 à 24 °C. On introduit la femelle gravide, puis deux jours plus tard, un ou deux mâles. Après fécondation, une centaine d'œufs seront déposés dans l'aquarium, au milieu des billes. Il faut ensuite retirer les poissons afin d'éviter qu'ils ne mangent les œufs.
On peut également les faire se reproduire dans un bac de 20 litres, avec beaucoup de mousse de Java ou d'autres plantes où les œufs pourront tomber et être cachés des parents. Cette méthode offre aux alevins des paramécies, nourriture dont ils se nourrissent après résorption de leurs sacs vitellins.
Nourriture des alevins : paramécies, rotifères, poudre pour jeunes alevins, puis nauplies d'artémias, de cyclopes, puis nourriture sèche et fine, et enfin, lorsque la taille le permet, toutes formes de nourriture usuelle.
Il faut éviter les courants violents durant la reproduction. Pour cela on utilise soit un petit filtre sous sable, soit un petit filtre d'angle garni de perlon. Cela suffit amplement et évite la perte d'alevins par aspiration. Mieux vaut éviter un filtre sous sable trop puissant, qui risque d'aspirer les alevins et de les garder prisonniers dans le fond de l'aquarium parmi les débris.

### Utilisation par l'homme
Le Poisson-zèbre est l'un des organismes modèles les plus courants. Il est aussi apprécié en aquariophilie, jusqu'à faire l'objet d'un trafic international illégal. Ce poisson est un sujet d'études important, car il a la possibilité de régénérer des parties de son corps en cas de blessure. Ces parties sont son système nerveux, ses nageoires, sa rétine, son nerf optique et même son cœur.
Il est aussi utilisé en laboratoire pour le développement de médicaments, en particulier dans le développement pré-clinique pour son équivalence génétique de 70% avec les êtres humains,. Cela permet de prédire certaines maladies génétiques, et sa petite taille et son développement rapide facilitent les expériences et permettent de les faire plus rapidement et sur une plus grande échelle,.
Le GloFish (marque déposée) est un poisson-zèbre génétiquement modifié (OGM) par l'introduction dans son génome d'un gène d'une protéine fluorescente (provenant d'une anémone de mer) lui conférant des couleurs rouge, vert ou orange clair. Cette modification génétique d'un animal de compagnie (l'une des premières) soulève des questions éthiques (notamment concernant ses conséquences sur l’environnement et, d’une manière plus générale, le brevetage du vivant) qui font l'objet de débats, jusqu'en matière de religion.

Poissons-zèbres génétiquement modifiés
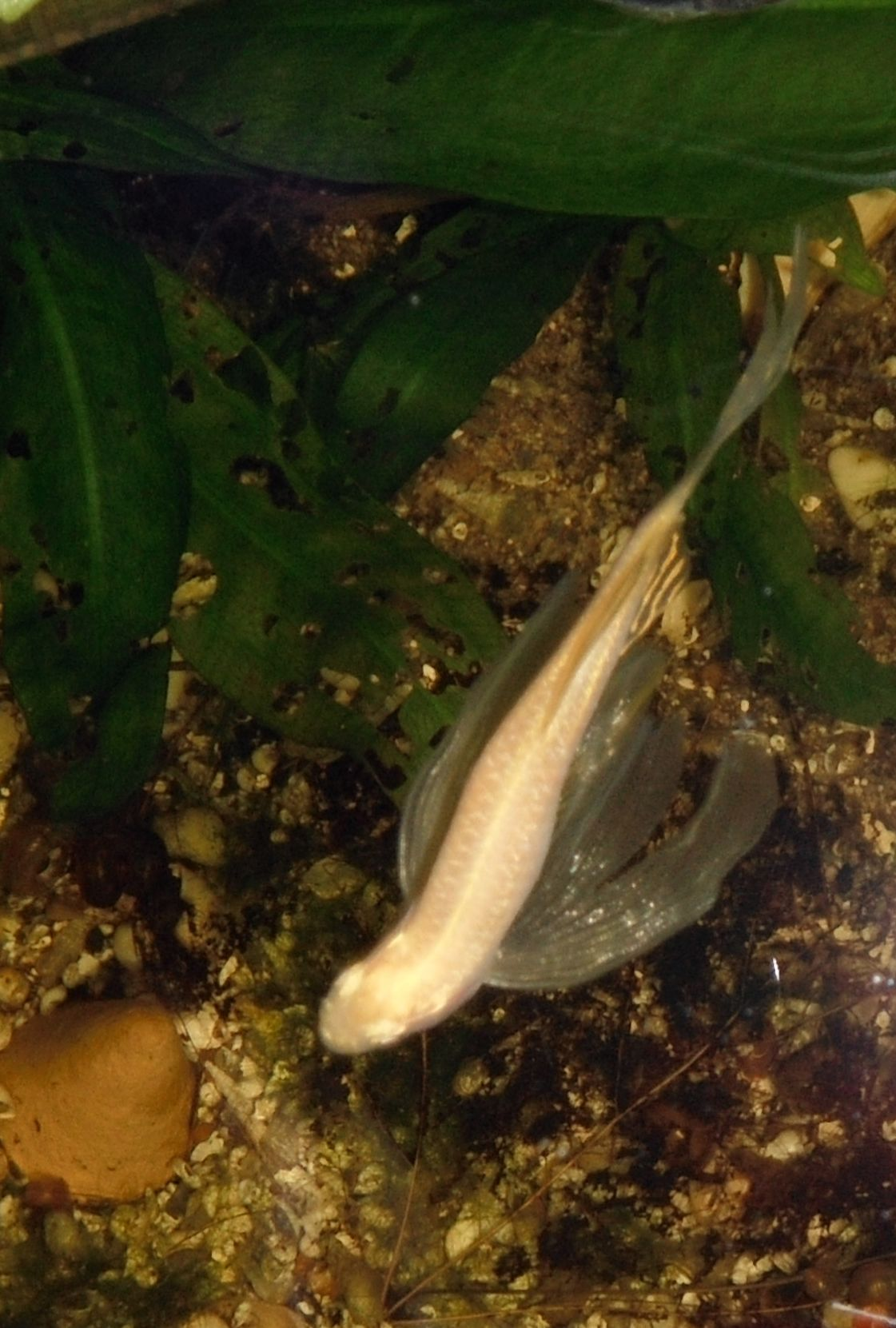
Mutation pâle avec scoliose.
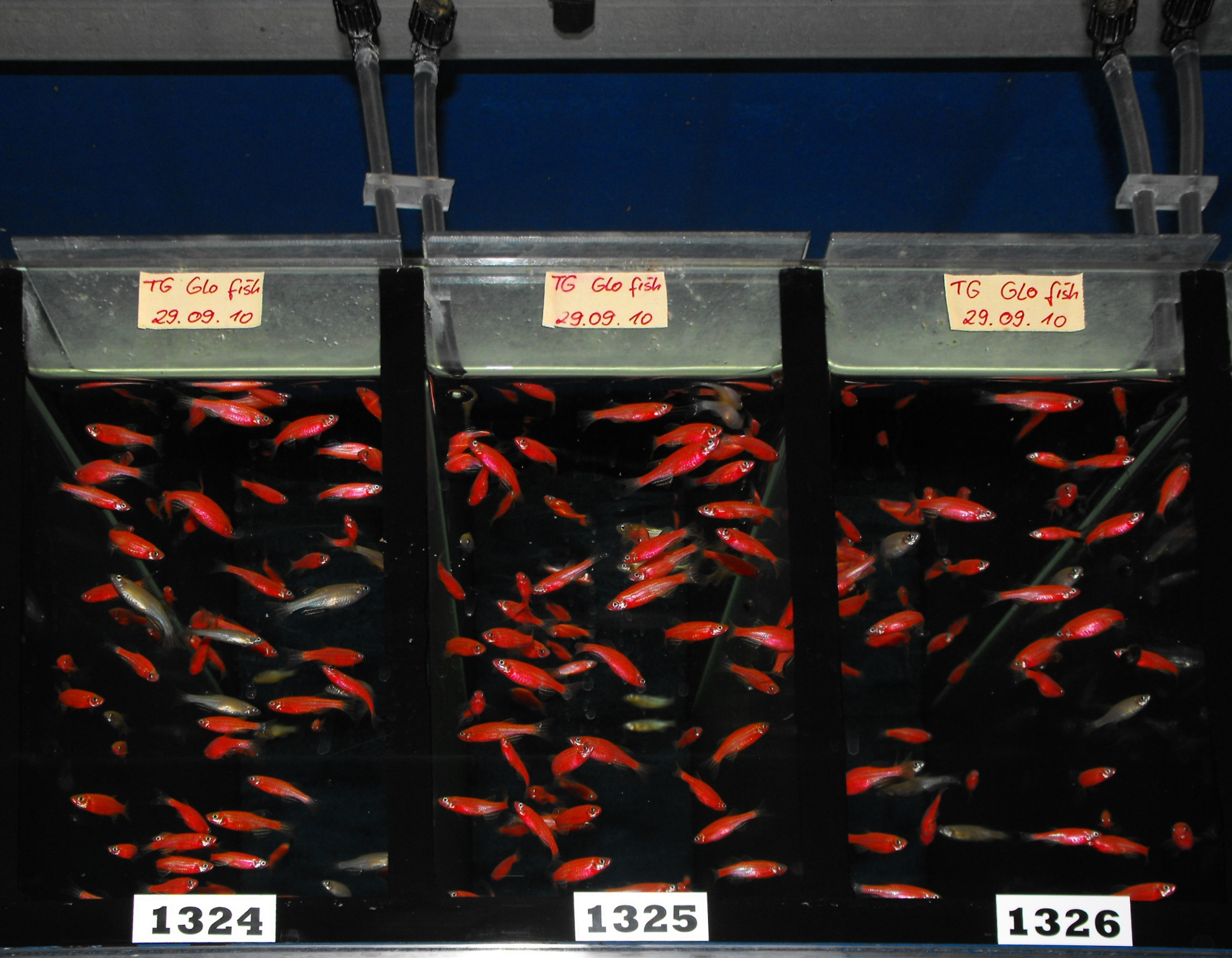
GloFish en laboratoire.

## Utilisation des morpholinos dans l'étude du poisson zèbre
Les morpholinos sont des ARN antisens synthétiques utilisées en biologie moléculaire pour bloquer spécifiquement la traduction des ARNm cibles ou au contraire à faciliter, la production d’une protéine par un gène. Leur structure, les rend résistants à la dégradation enzymatique et aux interactions non spécifiques. Ces molécules sont largement utilisées dans l'étude du poisson zèbre. Les morpholinos sont administrés par micro-injection directe dans l'embryon de poisson zèbre, ce qui permet une inhibition ciblée de l'expression génique à des stades précoces du développement. 
Bien que les morpholinos présentent des avantages tels qu'une spécificité élevée et une faible toxicité, leur efficacité est temporaire, nécessitant souvent des réinjections pour maintenir l'inhibition génique. De plus, des effets non spécifiques peuvent survenir, nécessitant une validation des résultats obtenus par d'autres méthodes. Malgré ces limitations, les morpholinos demeurent un outil précieux pour étudier la fonction des gènes et modéliser diverses maladies humaines chez le poisson zèbre. Ils ont permis des avancées significatives dans la compréhension des mécanismes biologiques sous-jacents à de nombreuses conditions pathologiques, offrant ainsi de nouvelles perspectives pour la recherche médicale. 